# Seohyun
Seo Joo-hyun (Hangul: 서주현; Hanja: 徐朱玄; Hán-Việt: Từ Châu Huyền; sinh ngày 28 tháng 6 năm 1991), thường được biết đến với nghệ danh Seohyun, là một nữ ca sĩ kiêm diễn viên người Hàn Quốc. Cô được biết đến là thành viên nhỏ tuổi nhất của nhóm nhạc nữ Hàn Quốc Girls' Generation do SM Entertainment thành lập và quản lý.

## Tiểu sử
Seohyun sinh ra tại Seoul, Hàn Quốc và là con một trong gia đình. Mẹ cô là bà Kim Young-ah, một giảng viên piano nên cô đã theo học chơi nhạc cụ này từ năm 5 tuổi, cũng như violin và trống truyền thống của Hàn Quốc trong thời thơ ấu. Cô cũng học cưỡi ngựa và trượt băng khi còn nhỏ. Cha mẹ cô không khuyến khích cô trở thành người nổi tiếng, nhưng Seohyun tin rằng họ là người giúp cô chọn con đường sự nghiệp bằng cách để cô trải nghiệm những điều khác biệt. Năm 2009, bà đã tham gia với vai trò khách mời đặc biệt trong chương trình Kim Jungeun's Chocolate cùng với các thành viên của nhóm Girls' Generation.

Seohyun được nhân viên của công ty SM Entertainment phát hiện khi đang ngồi trên tàu điện ngầm. Năm 2003, cô tham gia thử giọng tại SM Casting System với một ca khúc thiếu nhi và trở thành thực tập sinh vào cùng năm. Seohyun đã trích dẫn các nhóm nhạc BoA, S.E.S và Fin.K.L. như những ảnh hưởng chính của cô để trở thành một ca sĩ. Cô bày tỏ: 
"Tôi nghĩ thật tuyệt khi thể hiện và truyền đạt cảm xúc thông qua các bài hát".
Seohyun theo học Trung học Daeyoung sau đó chuyển sang Trung học Nghệ thuật Jeonju và tốt nghiệp vào ngày 9 tháng 2 năm 2010.. Ngày 21 tháng 8 năm 2014, cô tốt nghiệp trường Đại học Dongguk và nhận được giải thưởng thành tựu.

## Sự nghiệp

### 2007–12: Girls' Generation và Girls' Generation-TTS
Tháng 8 năm 2007, Seohyun chính thức ra mắt công chúng với tư cách là thành viên nhóm nhạc nữ Girls' Generation. Năm 2008, cô cùng với các thành viên cùng nhóm Jessica và Tiffany phát hành hai bài hát "Oppa Nappa" và "It's Fantastic". Năm 2009, cô song ca với ca sĩ nhạc trot Joo Hyun-mi trong bài hát "JjaRaJaJja". Bài hát được đề cử ở hạng mục bài hát nhạc trot của năm tại lễ trao giải Mnet Asian Music Awards lần thứ 11.

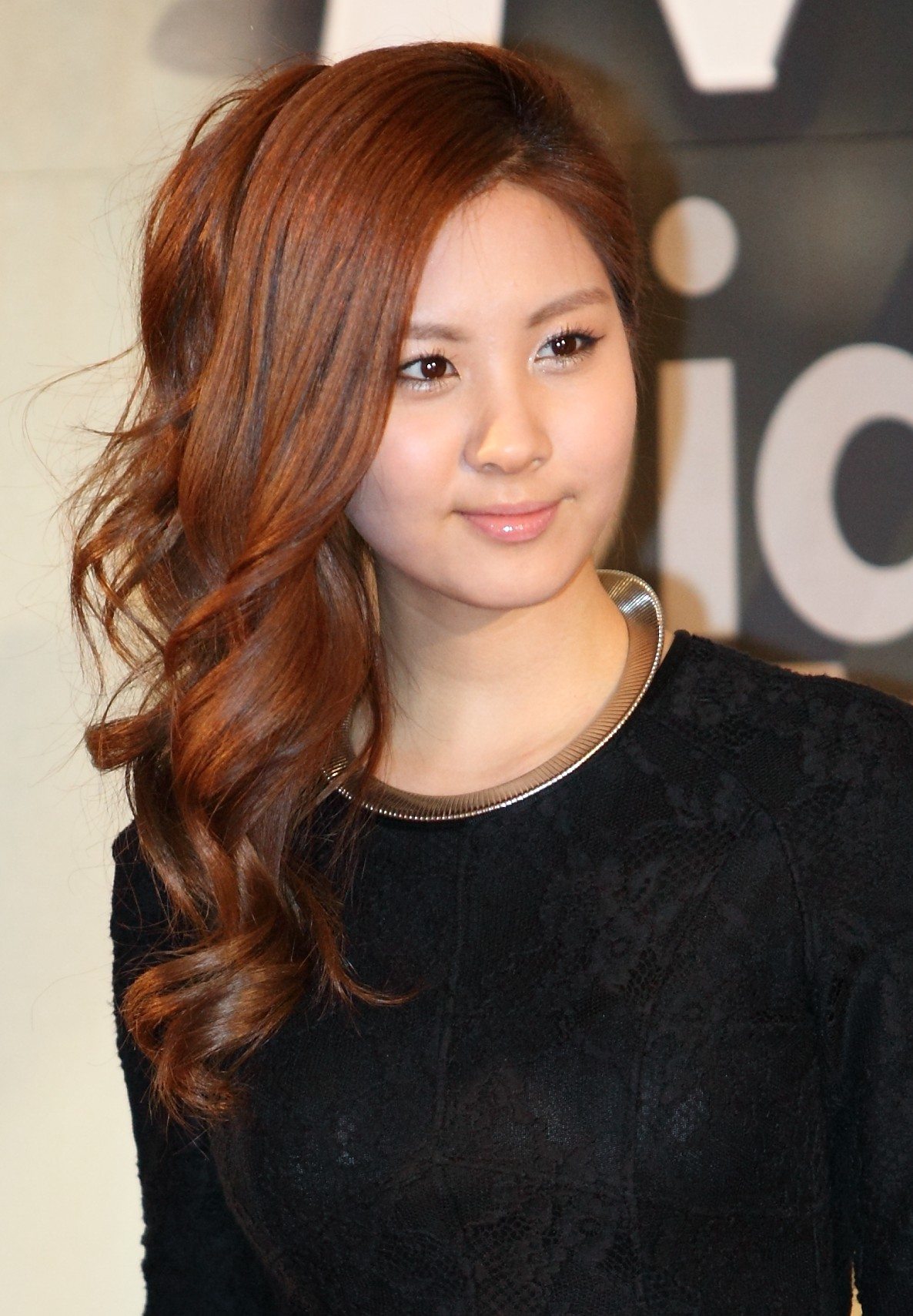
Seohyun tại lễ trao giải Melon Music Awards 2010

Năm 2010, Seohyun phát hành bài hát solo đầu tiên kể từ khi ra mắt "It's Okay Even If It Hurts", nhạc phim của bộ phim truyền hình cổ trang Kim Soo Ro. Cô cũng cùng thành viên cùng nhóm Taeyeon tham gia lồng tiếng cho phiên bản tiếng Hàn của bộ phim hoạt hình Despicable Me lần lượt trong các vai Margo và Edith.. Từ ngày 11 tháng 2 năm 2010 đến ngày 2 tháng 4 năm 2011, Seohyun và Jung Yong-hwa, thành viên ban nhạc CN Blue, tham gia chương trình truyền hình thực tế We Got Married. Hai người nhận được giải thưởng cặp đôi được yêu thích nhất tại lễ trao giải MBC Entertainment Awards năm 2010. Năm 2011, cô góp mặt trong bài hát "Journey" nằm trong album phòng thu thứ năm Keep Your Head Down của nhóm nhạc nam cùng công ty TVXQ. Cô cũng song ca với Donghae, thành viên nhóm nhạc nam cùng công ty Super Junior, trong bài hát "Dreams Come True" của sự kiện Asia Song Festival năm 2011, một dự án gây quỹ từ thiện của UNICEF.
Tháng 2 năm 2012, Seohyun và các thành viên cùng nhóm Taeyeon và Tiffany trở thành người dẫn chương trình cho chương trình truyền hình âm nhạc hàng tuần Show! Music Core của đài MBC. Cô cũng góp mặt trong bài hát "Don't Say No" của Yoon Gun, thành viên nhóm nhạc nam Brown Eyes. Tháng 4 năm 2012, cô phát hành bài hát solo "I'll Wait For You", nhạc phim của bộ phim truyền hình Fashion King mà thành viên cùng nhóm Yuri thủ vai chính. Tháng 5 năm 2012, Seohyun trở thành thành viên nhóm nhỏ đầu tiên của Girls' Generation, Girls' Generation-TTS cùng với Taeyeon và Tiffany. Nhóm bắt đầu hoạt động với mini-album đầu tay Twinkle.

### 2013–2017: Khởi đầu sự nghiệp diễn xuất

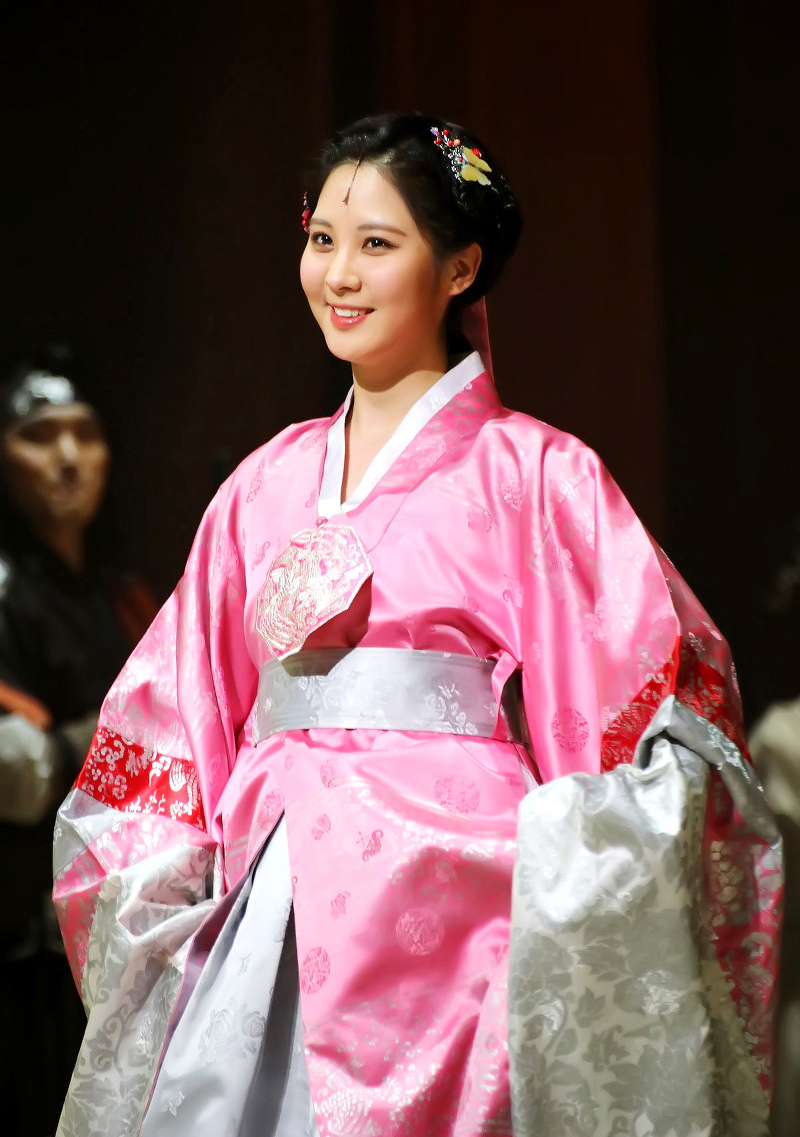
Seohyun trong vở kịch Moon Embracing the Sun

Tháng 1 năm 2013, Seohyun tham gia viết lời cho hai bài hát "Baby Maybe" và "XYZ" nằm trong album phòng thu thứ tư I Got a Boy của Girls' Generation. Tháng 4 năm 2013, Seohyun, Taeyeon và Tiffany ngừng dẫn chương trình cho Show! Music Core để tập trung cho các hoạt động của Girls' Generation. Tháng 8 năm 2013, cô và Taeyeon tiếp tục tham gia lồng tiếng cho phiên bản tiếng Hàn của Despicable Me 2, phần tiếp theo của Despicable Me. Tháng 9 năm 2013, Seohyun đảm nhận vai phụ Han Yoo-rim, mối tình đầu của nhân vật nam chính, trong bộ phim truyền hình Passionate Love.
Năm 2014, Seohyun viết lời cho bài hát "Only U" nằm trong mini-album thứ hai Holler của Girls' Generation-TTS. Cô cũng xuất hiện lần đầu tiên trên sân khấu kịch trong vở nhạc kịch Moon Embracing the Sun trong vai nữ chính Heo Yeon-woo. Tháng 11 năm 2015, cô đảm nhận vai nữ chính Scarlett O'Hara trong vở nhạc kịch Gone with the Wind. Tháng 12 năm 2015, cô tiếp tục được giao vai nữ chính Sophie Sheridan trong phiên bản tiếng Hàn của vở nhạc kịch Mamma Mia!. Cô cũng viết lời cho phiên bản tiếng Hàn của bài hát chủ đề "Dear Santa" nằm trong mini-album thứ ba của Girls' Generation-TTS.

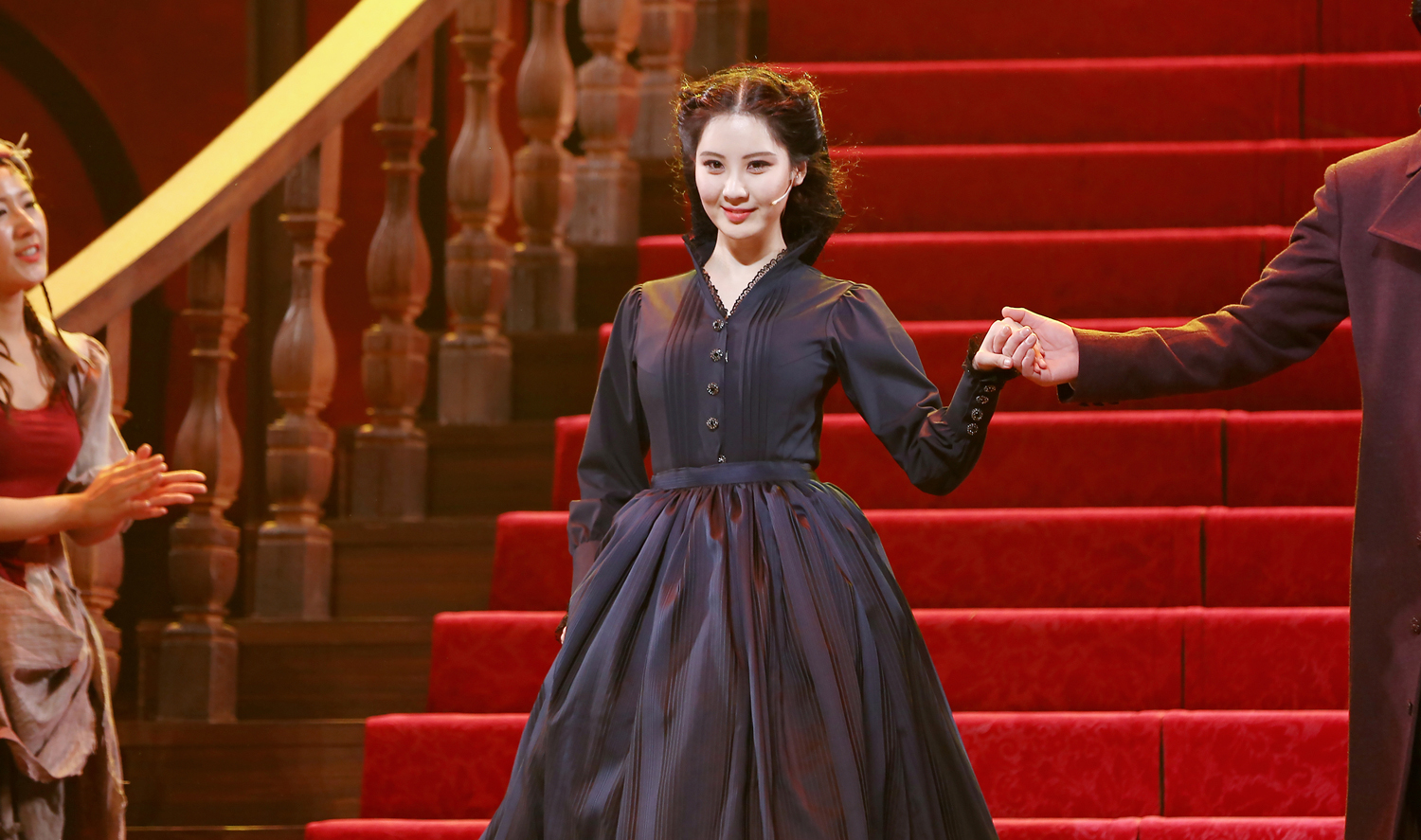
Seohyun biểu diễn vở nhạc kịch Gone With The Wind năm 2015

Tháng 6 năm 2016, Seohyun đảm nhận vai Irene bên cạnh Chanyeol, thành viên nhóm nhạc nam EXO, và Viên San San trong bộ phim điện ảnh So I Married My Anti-fan. Cô cũng được công bố là sẽ tham gia web drama Trung Quốc Hỏa Bộc Thiên Vương. Tháng 8 năm 2016, Seohyun thủ vai công chúa Woo Hee bên cạnh các diễn viên như Lee Joon-gi, Lee Ji-eun và Kang Ha-neul trong bộ phim truyền hình cổ trang Moon Lovers: Scarlet Heart Ryeo. Cô cũng cùng thành viên cùng nhóm Yuri phát hành bài hát "Secret" thông qua dự án âm nhạc Station của SM Entertainment nhằm quảng bá cho nhãn hiệu dầu gội đầu Pantene.
Năm 2017, cô tham gia bộ phim Trộm tốt trộm xấu. Nhân vật mà Seohyun đảm nhận sẽ là Kang So Joo, một cảnh sát điều tra đầy nhiệt huyết, sống để theo đuổi công lí. Kang So Joo là một cô gái ấm áp, chu đáo, yêu lẽ phải, bài bất công, luôn đứng về phía những con người bé nhỏ trong xã hội. Cô là bạn thân, người yêu của Jang Dol Mok (Ji Huyn Woo) một tên trộm đẹp trai tháo vát, ban ngày là một quản lý, ban đêm lại là một tên trộm cướp của người giàu chia cho người nghèo.

### 2017–nay: Ra mắt với tư cách ca sĩ solo và gia nhập công ty mới

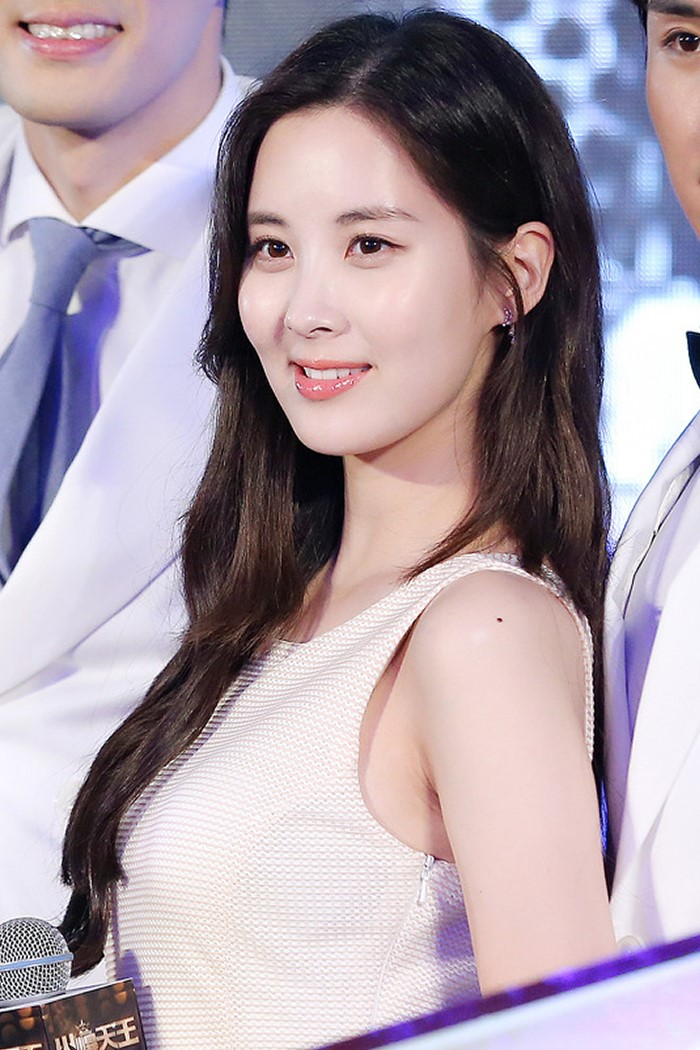
Seohyun vào tháng 6 năm 2016

Tháng 1 năm 2017, Seohyun bắt đầu hoạt động với tư cách ca sĩ solo với mini-album đầu tay Don't Say No. Album đạt vị trí thứ nhất trên bảng xếp hạng album của Gaon, còn đĩa đơn cùng tên thì đã giành chiến thắng trên chương trình âm nhạc M! Countdown. Cô cũng thủ vai chính Lee Ruby trong bộ phim truyền hình Ruby Ruby Love. Tháng 2 năm 2017, Seohyun xuất hiện trong chương trình truyền hình thực tế của riêng mình "How's It Like Living Alone" được phát sóng trên OnStyle. Cô cũng sẽ tổ chức concert solo đầu tiên của mình với tên gọi "Love, Still – Seohyun", thuộc chuỗi concert "The Agit" của các nghệ sĩ SM Entertainment, vào cuối tháng 2.
Ngày 9 tháng 10 năm 2017, sau khi kỉ niệm 10 năm ra mắt cùng Girls' Generation, Seohyun và hai thành viên khác của nhóm, Tiffany và Sooyoung, không tiếp tục gia hạn hợp đồng với công ty chủ quản SM Entertainment. Tuy nhiên, ba người vẫn tiếp tục là thành viên của Girls' Generation.
Tháng 4 năm 2018, Seohyun đảm nhận làm MC cho chương trình giao lưu 2 nước Hàn Quốc và Triều Tiên cùng với các nghệ sĩ tên tuổi gạo cuội. Trước đó cô được phía Triều Tiên yêu cầu tham gia biểu diễn với ban nhạc Triều Tiên và đính thân tổng thống Hàn Quốc gọi điện thoại chúc Tết cô. Tháng 5 năm 2018, Seohyun trở lại màn ảnh nhỏ với vai chính trong bộ phim Time. Đây cũng là vai diễn đầu tiên sau khi cô rời SM. Tháng 10 năm 2018, cô thông báo đến fan hâm mộ sẽ tổ chức fan meeting ở các nước châu Á: Hàn Quốc, Nhật Bản, Đài Loan, Ma Cao, Hồng Kông và Thái Lan. Tháng 12 năm 2018, Seohyun được MBC chọn làm MC chính trong lễ trao giải thưởng cuối năm MBC Drama Awards.

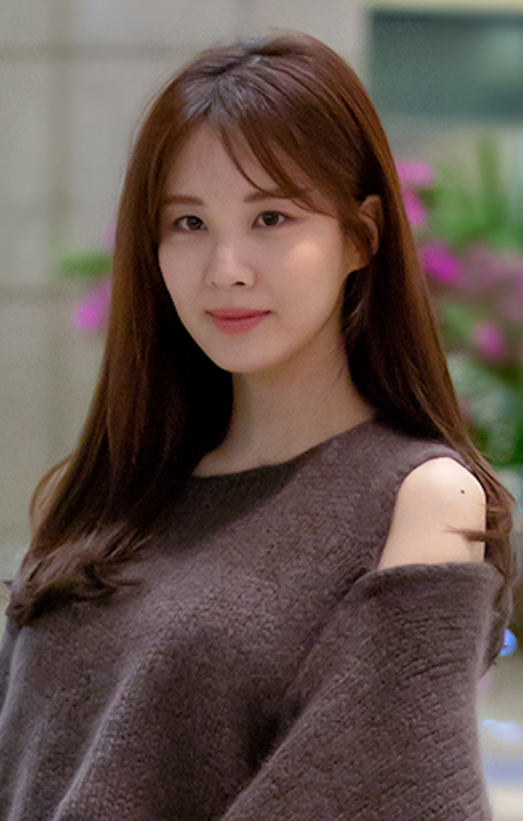
Seohyun vào năm 2019

Tháng 3 năm 2019, Seohyun gia nhập công ty quản lý diễn viên Namoo Actor gồm các diễn viên nổi tiếng như Park Min Young, Lee Jun Ki và Ji Sung. Đến ngày 25 tháng 3, Seohyun hát lại ca khúc "My Friend" nằm trong album của tiền bối Cho Yong Pil. Đến tháng 4, cô tiếp tục đảm nhận vai trò MC của lễ trao giải âm nhạc The Fact Music Award.
Đầu năm 2020, Seohyun xuất hiện trong phim ngắn của JTBC mang tên Hello Decurlla trong vai một nhân vật đồng tính nữ. Tháng 5 năm 2020, cô đảm nhận vai chính trong bộ phim Private Lives của đài JTBC. Đây là bộ phim truyền hình dài tập đầu tiên của cô sau 2 năm vắng bóng. Tháng 12, cô xác nhận sẽ tiếp tục làm MC cho The Fact Music Award. Đây là lần thứ 3 cô được mời và đảm nhận vị trí này.
Tháng 2 năm 2022, Seohyun thủ vai nữ chính trong bộ phim điện ảnh Love and Leashes của Netflix được dựa trên webtoon Moral Sense. Vai diễn đã mang lại cho cô đề cử Nữ diễn viên mới xuất sắc nhất (phim điện ảnh) tại lễ trao giải Baeksang Arts Awards lần thứ 58. Sắp tới, Seohyun sẽ thủ vai chính trong bộ phim điện ảnh Holy Night: Demon Hunters, bộ phim truyền hình Jinxed at First của đài KBS, và bộ phim truyền hình Song of the Bandits của Netflix.
Tháng 8/2022, Seohuyn có màn tái xuất đình đám với SNSD với album Forever 1, album đánh dấu chặng đường 15 năm hoạt động âm nhạc của nhóm trong làng giải trí. Tham gia show thực tế Soshi TamTam - đây được xem là màn khởi động trong chuỗi những sự kiện đánh dấu cột mốc kỷ niệm 15 năm ra mắt SNSD.

## Hoạt động từ thiện

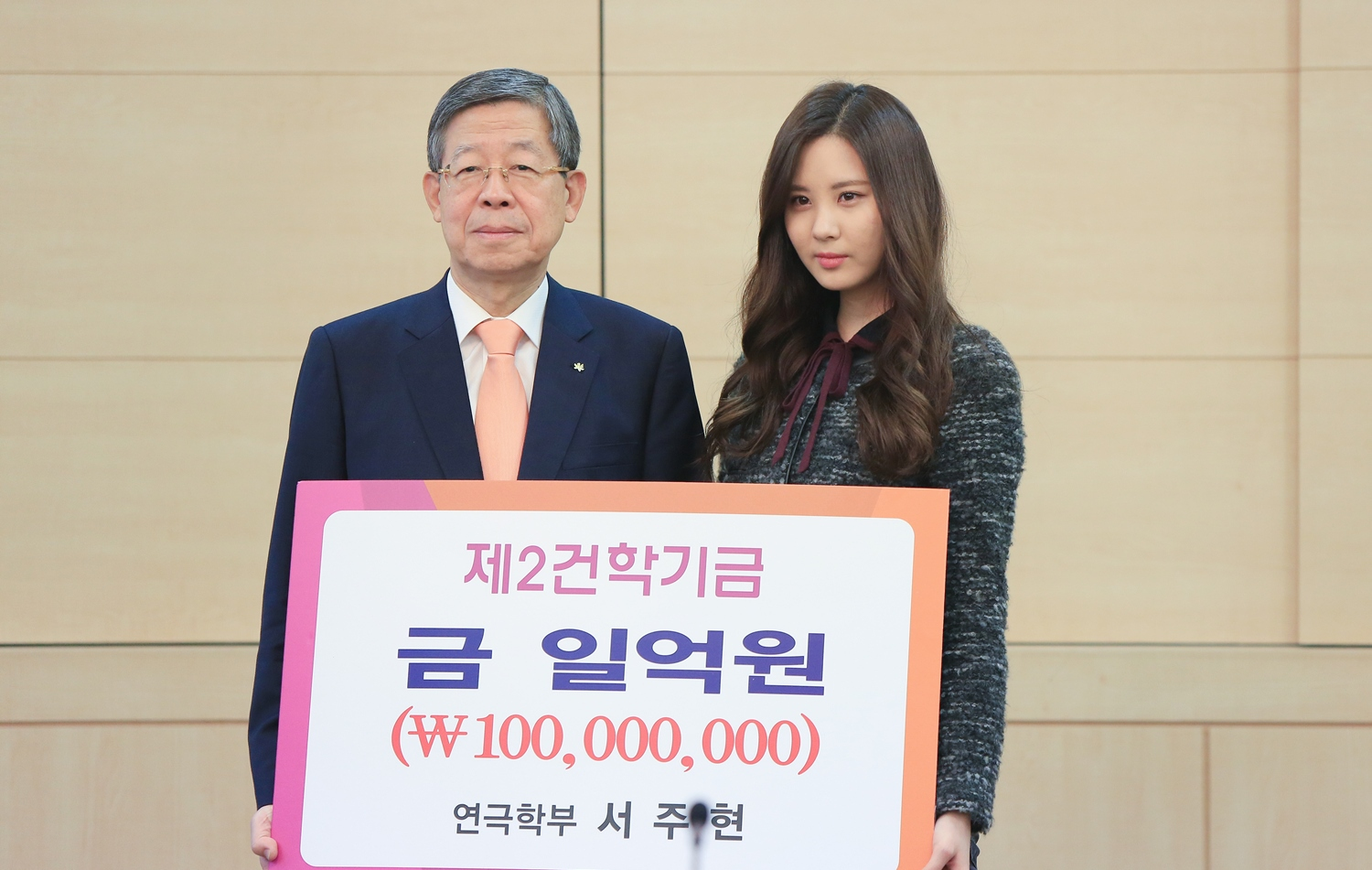
Seohyun quyên góp cho quỹ học bổng của trường Đại học Dongguk vào tháng 11 năm 2013

Năm 2010, Seohyun được Sở Giáo dục Seoul bổ nhiệm làm đại sứ thiện chí của một chiến dịch khuyến khích học sinh, sinh viên tập thể dục. Năm 2011, cô trở thành đại sứ của UNICEF sau những hoạt động của mình với dự án giúp đỡ trẻ em ở châu Phi của tổ chức này. Cho đến năm 2011, Seohyun đã gọi cựu Tổng thư ký Liên Hợp Quốc Ban Ki-moon là người cố vấn cuộc sống và là hình mẫu của cô, nói rằng cuốn sách của ông, vào một thời điểm, đã giúp cô chịu đựng những thời điểm khó khăn. Năm 2012, cô được bổ nhiệm làm đại sứ thiện chí của triển lãm quốc tế Expo 2012 do Liên Hợp Quốc tổ chức tại thành phố Yeosu, Hàn Quốc
Tháng 11 năm 2013, nhằm hỗ trợ những sinh viên có hoàn cảnh khó khăn, Seohyun đã quyên góp 100 triệu won vào quỹ học bổng của trường Đại học Dongguk.
Năm 2014, cô tham gia buỗi diễn từ thiện "Happy Day" và quyên góp một số vật dụng cá nhân của mình nhằm gây quỹ để giúp đỡ trẻ em tị nạn Syria.
Năm 2017, cô được chọn là Đại sứ Happy Alliance.
Năm 2018, Seohyun được chọn là Đại sứ quan hệ công chúng giáo dục thống nhất và cô cũng được bổ nhiệm làm Đại sứ danh dự cho đảo Jeju và hội chợ triển lãm quốc tế Citrus Jeju năm 2018.
Ngày 4 tháng 4 năm 2018, tổ chức Seungil Hope Foundation, một tổ chức được thành lập nhằm giúp đỡ những bệnh nhận bị hội chứng Xơ cứng teo cơ một bên (ALS), đăng thông báo trên blog của mình về việc Seohyun đã ủng hộ 40 triệu won cho tổ chức này.
Tháng 4 năm 2019, Seohyun đã sử dụng tên thật của mình để bí mật ủng hộ 10 triệu won nhằm hỗ trợ các nạn nhân trong vụ cháy ở Sokcho.

## Danh sách đĩa nhạc
- Don't Say No (2017)

## Danh sách phim

### Phim điện ảnh
| Phim                                                     | Năm  | Vai                | Ghi chú                  | Chú thích        |
| -------------------------------------------------------- | ---- | ------------------ | ------------------------ | ---------------- |
| Despicable Me                                            | 2010 | Edith (lồng tiếng) | Thuyết minh tiếng Hàn    |                  |
| I AM. – SM Town Live World Tour in Madison Square Garden | 2012 | Chính mình         | Phim tài liệu về SM Town | [ 49 ]           |
| Despicable Me 2                                          | 2013 | Edith (lồng tiếng) | Thuyết minh tiếng Hàn    |                  |
| My Brilliant Life                                        | 2014 | Chính mình         | Khách mời                | [ 50 ]           |
| SM Town the Stage                                        | 2015 | Chính mình         | Phim tài liệu về SM Town | [ 51 ]           |
| So I Married My Anti-fan                                 | 2016 | In-hyong           | Vai nữ thứ chính         |                  |
| Tình yêu và trói buộc                                    | 2022 | Jung Ji-woo        | Vai nữ chính             | Phim gốc Netflix |

### Phim truyền hình
| Phim                            | Năm  | Kênh          | Vai                     | Ghi chú          | Chú thích |
| ------------------------------- | ---- | ------------- | ----------------------- | ---------------- | --------- |
| Kimcheed Radish Cubes           | 2007 | MBC           | Chính mình              | Khách mời        |           |
| Unstoppable Marriage            | 2008 | KBS           | Công chúa Bulgwang-dong | Khách mời        |           |
| Passionate Love                 | 2013 | SBS           | Han Yoo-rim             | Vai phụ          | [ 52 ]    |
| The Producers                   | 2015 | KBS           | Chính mình              | Khách mời; tập 1 | [ 53 ]    |
| Warm and Cozy                   | 2015 | MBC           | Hwang Yura              | Khách mời        | [ 54 ]    |
| Scarlet Heart: Ryeo             | 2016 | SBS           | Woo Hee                 | Vai phụ          |           |
| Weightlifting Fairy Kim Bok Joo | 2016 | MBC           | Hwan-hee                | Khách mời        |           |
| Ruby Ruby Love                  | 2017 | OnStyle       | Lee Ruby                | Vai chính        |           |
| Hỏa Bộc Thiên Vương             | 2017 |               |                         | Vai chính        | [ 23 ]    |
| Trộm tốt, Trộm xấu              | 2017 | MBC           | Kang Soju               | Vai chính        |           |
| Thời gian còn lại               | 2018 | MBC           | Seol Ji Hyun            | Vai chính        |           |
| Xin chào Dracula                | 2020 | JTBC          | Ji Anna                 | Vai chính        |           |
| Đời tư                          | 2020 | JTBC, Netflix | Cha Joo-eun             | Vai chính        |           |
| Người tình của Jinx             | 2022 | KBS2          | Seon Seul-bi            | Vai chính        |           |
| Song Of The Sword               | 2023 | Netflix       | Seol-ran                | Vai chính        |           |

### Chương trình truyền hình
| Title                       | Năm     | Network | Vai diễn         | Notes                                           |
| --------------------------- | ------- | ------- | ---------------- | ----------------------------------------------- |
| We Got Married (Season 2)   | 2010–11 | MBC     | Nhân vật chính   | Với Yonghwa                                     |
| Show! Music Core            | 2012–13 | MBC     | Dẫn chương trình | Với Taeyeon và Tiffany                          |
| King of Mask Singer         | 2017    | MBC     | Thí sinh         | Bí danh "New Year New Bride Cackle" (tập 95–96) |
| What's It Like Living Alone | 2017    | OnStyle | Dẫn chương trình |                                                 |

## Sân khấu kịch
| Vở kịch                | Năm  | Vai             | Ghi chú   |
| ---------------------- | ---- | --------------- | --------- |
| Moon Embracing the Sun | 2014 | Heo Yeon-woo    | Vai chính |
| Gone with the Wind     | 2015 | Scarlett O'Hara | Vai chính |
| Mamma Mia!             | 2016 | Sophie          | Vai chính |

## Giải thưởng và đề cử
| Năm  | Giải thưởng                      | Hạng mục                                                 | Được đề cử                    | Kết quả   |
| ---- | -------------------------------- | -------------------------------------------------------- | ----------------------------- | --------- |
| 2009 | 2009 Mnet Asian Music Awards     | Trot Music of the Year (cùng với Joo Hyun-Mi và Davichi) | "Jjarajajja"                  | Đề cử     |
| 2010 | South Korea Ministry of Culture  | Recognition Award                                        | Chính mình                    | Đoạt giải |
| 2010 | MBC Entertainment Awards 2010    | Cặp đôi được yêu thích nhất (với Jung Yong-hwa)          | We Got Married                | Đoạt giải |
| 2011 | Mnet 20's Choice Awards          | Hot Campus Goddess                                       | Chính mình                    | Đề cử     |
| 2011 | Mnet Media Awards                | Most Cute and Gorgeous Lady                              | Chính mình                    | Đề cử     |
| 2013 | Seoul International Drama Awards | Bài hát nhạc phim truyền hình xuất sắc nhất              | "I'll Wait for You"           | Đề cử     |
| 2016 | SBS Drama Awards                 | Special Acting                                           | Moon Lover Scarlet Heart Ryeo | Đoạt giải |
| 2017 | MBC Drama Awards                 | Nữ diễn viên mới xuất sắc nhất                           | Bad thief, good thief         | Đoạt giải |
| 2017 | SOOMPI Awards                    | Best web series                                          | Ruby Ruby love                | Đoạt giải |
| 2017 | The Seoul Awards                 | The winners of the popularity awards                     |                               | Đoạt giải |
| 2018 | MBC Drama Awards                 | Nữ diễn viên chính xuất sắc nhất                         | Time                          | Đề cử     |